# Xalet de Llorenç Miquel
El Xalet de Llorenç Miquel és una obra modernista de Sant Cugat del Vallès (Vallès Occidental) protegida com a Bé Cultural d'Interès Local.

## Descripció
El Xalet de Llorenç Miquel, també conegut com la Casa de Xocolata, està situat al sud-oest del nucli de Sant Cugat del Vallès, dins del barri de Valldoreix.
Es tracta d'una casa aïllada de planta rectangular i coberta composta de teula àrab. En alçada consta de soterrani, planta baixa i primer pis. La façana principal s'orienta a llevant i l'accés a l'habitatge es realitza a través d'un porxo de planta rectangular cobert amb teula àrab. L'element més destacat d'aquesta construcció és l'ús de carreus de gres de color vermellós emprats per decorar els vèrtex dels murs exteriors i els marcs de les finestres i finestrals. Així doncs, les finestres i finestrals de la planta baixa i primer pis són d'arc de mig punt amb marc ornamental i ampit de carreus de gres vermellós.

## Història
El Xalet de Llorenç Miquel va ser construït l'any 1928 per l'arquitecte modernista reusenc Domènec Sugranyes Gras (1878-1938). Domènec Sugranyes fou col·laborador d'Antoni Gaudí en les obres de la Pedresa, Belelsguard i Sagrada Família. També col·laborà amb Ignasi Mas Morell (1881-1953) en la construcció de la Plaça de braus de la Monumental de Barcelona.